# Лёгкие крейсера типа «Висбаден»
Лёгкие крейсера типа «Висба́ден» — тип крейсеров германского императорского флота времён Первой мировой войны. Являлись модификацией лёгких крейсеров типа «Грауденц». Построено 2 единицы: «Висбаден» (SMS Wiesbaden) и «Франкфурт» (SMS Frankfurt). Стали первыми немецкими лёгкими крейсерами, изначально получившими вооружение из 150-мм орудий. Их дальнейшим развитием стали лёгкие крейсера типа «Кенигсберг II».

## Конструкция

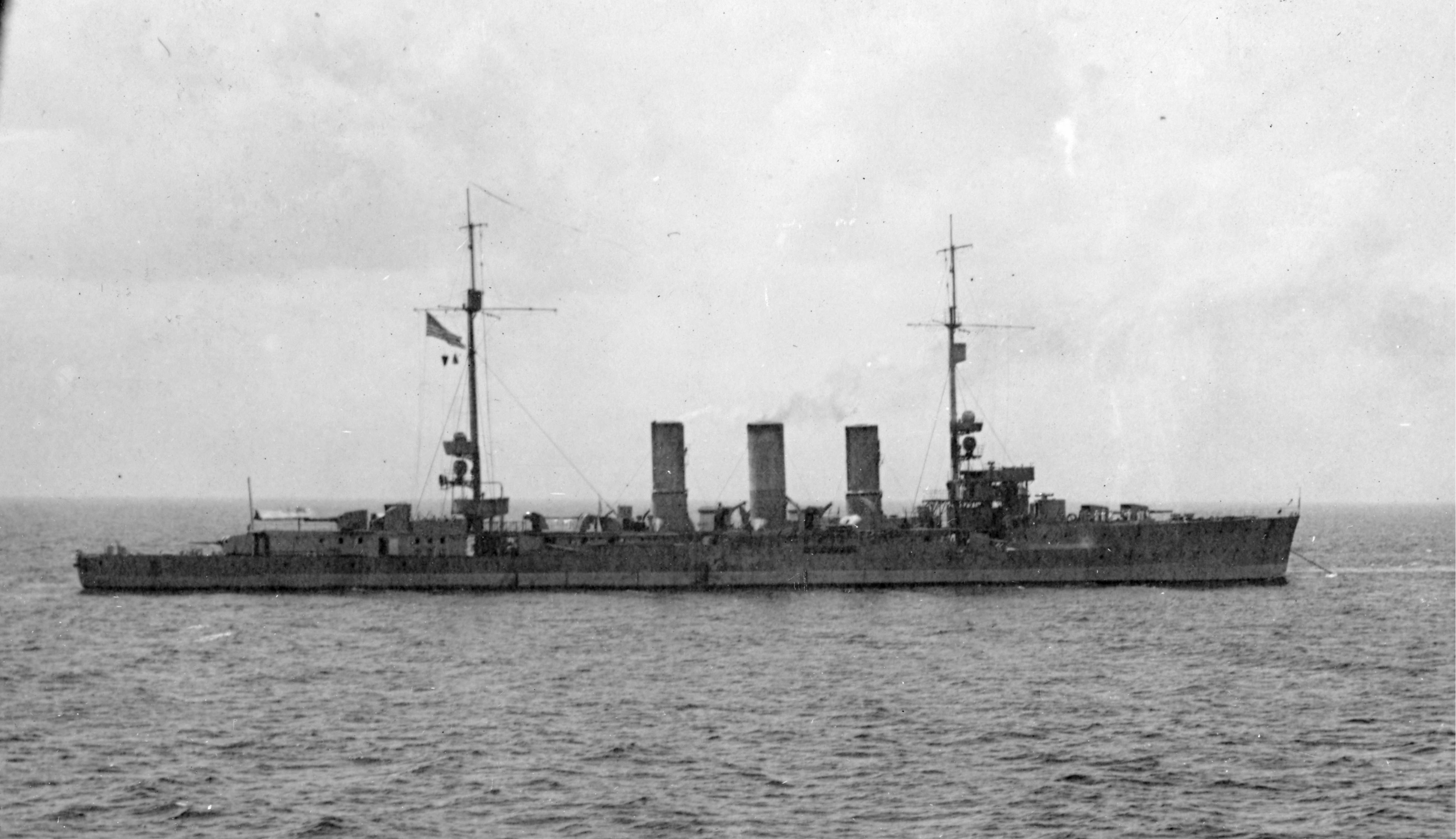
Frankfurt сразу после передачи США

Первые Германские крейсера оснащённые турбинами с непрямой передачей на валы: «Висбаден» получил гидродинамический редуктор Фоттингера. В 1910 году Г. Феттингер создал гидродинамическую муфту (гидромуфту) с КПД в пределах 0,96-0,98, исключив из гидротрансформатора направляющий аппарат. В дальнейшем получили развитие гидрозубчатые передачи, состоящие из гидродинамических и зубчатых передач. Применяются гидрозубчатые передачи для соединения главных двигателей с винтом на ледоколах, судах ледового плавания и буксирах.

### Вооружение
Главный калибр состоял из восьми 15 см SK L/45 орудий в одиночных установках. Два из них были помещены бок о бок впереди на баке, четыре расположены в средней части судна, по два с каждой стороны, и два помещены линейно-возвышенно на корме. Пушки имели максимальную дальность до 17 600 м. Боекомплект составлял 1024 выстрелов или 128 снарядов на ствол.
Зенитное вооружение кораблей первоначально состояло из четырёх 5,2 см L/44 пушек, впоследствии заменённых на пару 8,8 см SK L/45 зенитных орудий.
Крейсера были также оснащены четырьмя 50 см торпедными аппаратами: двумя 50 см траверсными подводными торпедными аппаратами и двумя надводными с общим запасом из восьми торпед. Кроме того, крейсера могли принимать до 120 морских мин.

### Бронирование
Схема броневой защиты повторяла применённую на типе «Магдебург».
Протяжённый, хотя и довольно узкий броневой пояс из 60-мм никелевой брони, в носовой части он имел толщину 18 мм, в кормовой отсутствовал, горизонтальный участок броневой палубы имел толщину 20 мм никелевой брони, скосы имели толщину 40 мм. Чуть сзади начала главного пояса проходил 40 мм носовой траверз. Кормовая оконечность защищалась 40 мм палубой и 60 мм скосами. Боевая рубка имела толщину стенок из 100 мм крупповской брони, а стальную 20 мм крышу из никелевой брони. Орудия главного калибра прикрывались щитами толщиной 50 мм. Дальномер прикрывался 30 мм бронёй.

### Энергетическая установка
Для выработки пара использовались 12 военно-морских котлов (10 угольных, 2 нефтяных). Паровые турбины работали на 2 вала и имели проектную мощность 31 000 л. с. Полная скорость 27,5 узла (50,9 км/ч). «Франкфурт» имел прямодействующие турбины аналогичные «Грауденцу», «Висбаден» — турбины с гидротрансформатором Фоттингера. При номинальной мощности турбины имели 1100 об/мин, валы 336 об/мин. При максимальной мощности турбины имели 1300 об/мин, валы 350 об/мин.
«Висбаден» был оснащён парой турбогенераторов и одним дизель-генератором общей мощностью 300 киловатт постоянным напряжением 220 вольт. На «Франкфурте» были только два турбогенератора, которые обеспечивали 240 кВт.
Полный запас угля — 1280 тонн, нефти — 470 т. Нормальный — 310 т, нефти — 150 т.

## Служба
«Висбаден» — Заложен в 1913 году, спущен 30 января 1915 года, вошёл в строй 23 августа 1915 года. В 1916 году потоплен в Ютландском сражении. Выжил только один член экипажа.
«Франкфурт» — Заложен в 1913 году, спущен 20 марта 1915 года, вошёл в строй 20 августа 1915 года. После заключения перемирия крейсер интернировали в Скапа-Флоу. 21 июня 1919 года во время затопления кораблей Флота Открытого моря он был спасен британцами.
В июле 1919 года его передали США. После перехода через океан и изучения конструкции корабля американцы решили использовать его для проведения опытов по авиационным бомбардировкам. 18.7.1921 во время очередной бомбежки «Франкфурт» затонул у мыса Генри на побережье штата Вирджиния.
Гибель корабля засняли, и эти кадры используют кинематографисты, которые почему-то выдают их за Ютландский бой или же вообще за любые сражения Первой, а иногда и Второй мировой войны.